# Gót
Gót hay gót chân (tiếng Anh: heel) là bộ phận trồi lên ở cuối bàn chân. Nó được cấu thành từ xương gót chân. Gót chân, cùng với cả bàn chân, có tác dụng chống đỡ cho cơ thể động vật.